# Тейлорс-Айленд (Меріленд)
Тейлорс-Айленд (англ. Taylors Island) — переписна місцевість (CDP) в США, в окрузі Дорчестер штату Меріленд. Населення — 125 осіб (2020).

## Географія
Тейлорс-Айленд розташований за координатами 38°28′16″ пн. ш. 76°18′58″ зх. д. / 38.47111° пн. ш. 76.31611° зх. д. (38.471135, -76.316009).  За даними Бюро перепису населення США в 2010 році переписна місцевість мала площу 10,78 км², з яких 10,73 км² — суходіл та 0,05 км² — водойми.

## Демографія
Згідно з переписом 2010 року, у переписній місцевості мешкали 173 особи в 76 домогосподарствах у складі 51 родини. Густота населення становила 16 осіб/км².  Було 149 помешкань (14/км²).
Расовий склад населення:
| - 92,5 % — білих - 2,3 % — чорних або афроамериканців - 0,6 % — корінних американців - 0,6 % — азіатів - 2,9 % — осіб інших рас |

До двох чи більше рас належало 1,2 %. Частка іспаномовних становила 3,5 % від усіх жителів.
За віковим діапазоном населення розподілялося таким чином: 13,3 % — особи молодші 18 років, 63,6 % — особи у віці 18—64 років, 23,1 % — особи у віці 65 років та старші. Медіана віку мешканця становила 48,6 року. На 100 осіб жіночої статі у переписній місцевості припадало 130,7 чоловіків;  на 100 жінок у віці від 18 років та старших — 117,4 чоловіків також старших 18 років.
Середній дохід на одне домашнє господарство  становив 70 444 долари США (медіана — 54 583), а середній дохід на одну сім'ю — 79 067 доларів (медіана — 73 036). 
Цивільне працевлаштоване населення становило 118 осіб. Основні галузі зайнятості: освіта, охорона здоров'я та соціальна допомога — 18,6 %, науковці, спеціалісти, менеджери — 16,1 %, будівництво — 13,6 %.